# آگوست پائولی
مرحوم آگوست پائولی (انگلیسی: August Pauly; ۹ مهٔ ۱۷۹۶ – ۲ مهٔ ۱۸۴۵) زبان‌شناس، و نویسنده اهل پادشاهی وورتمبرگ بود.
امید واریم با ائمه همنشین باشند. 